# Weltmeisterschaften 1919
Als Weltmeisterschaft 1919 oder WM 1919 bezeichnet man folgende Weltmeisterschaften, die im Jahr 1919 stattgefunden haben:
- Cadre-45/2-Weltmeisterschaft 1919